# Valerio Adami

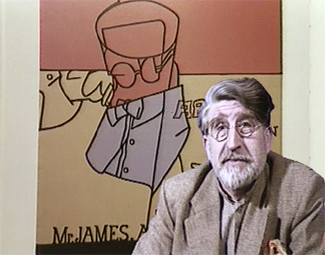
Valerio Adami in 1995

Valerio Adami (Bologna, 17 maart 1935) is een Italiaans narratief-figuratief kunstschilder. Hij is een wereldberoemd popartkunstenaar.
Adami studeerde in Milaan aan de Accademia di Brera en heeft in Londen en Parijs gewerkt. Aanvankelijk was Adami een abstract kunstenaar, maar geleidelijk aan is hij meer figuratief gaan werken.
Zijn meest karakteristieke werk is in de stijl van stripverhalen, met duidelijke contouren en kleurvlakken.
Zijn gevoelens uit hij op twee manieren: ten eerste ordent hij de verschillende brokstukken van de zichtbare werkelijkheid zodat er totaal nieuwe associaties ontstaan (bijvoorbeeld Massacri Privati), anderzijds koppelt hij details uit verschillende voorbeelden aan eigen, persoonlijke ervaringen (bijvoorbeeld Huldiging van Juan Gris).
In zijn vroege popartwerken haalt hij voorwerpen uit hun context en perspectief, zodat we ze in een ander en nieuw licht te zien krijgen. Zijn meest recente werken zijn misschien wel zijn interessantste: ze tonen zijn wens om het verlangen van de beschaving naar een plaats om te dromen en te fantaseren door de mythen van de Westerse cultuur en geschiedenis nieuw leven in te blazen. Hij plaatst figuren uit werken van Ovidius en andere fictieve momenten in zijn werken, zodat we opnieuw de bronnen van seksualiteit, verlangen, creativiteit en schoonheid zouden kunnen ontdekken.
Valerio Adami heeft retrospectieven gehad over heel de wereld en zijn werk werd besproken door grote schrijvers zoals Italo Calvino, Jacques Derrida en Jean-François Lyotard.